# Leo von Caprivi
Georg Leo Graf von Caprivi de Caprara de Montecuccoli (Berlim, 24 de fevereiro de 1831 — Skyren, 6 de fevereiro de 1899) foi um nobre, militar e político alemão, com origens na nobreza italiana e eslovena. Para além de diversos cargos de comando militar de grande relevo, ocupou os cargos de Chanceler da Alemanha de 1890 até 1894 e de Ministro-Presidente da Prússia de 1890 a 1892.

## Biografia
Georg Leo von Caprivi nasceu em Charlottenburg, então uma cidade da província prussiana de Brandemburgo e hoje parte da cidade de Berlim, filho do jurisconsulto Julius Leopold von Caprivi (1797–1865), que mais tarde seria juiz do Supremo Tribunal do Reino da Prússia e membro da Câmara dos Pares da Prússia. A família paterna tinha ascendentes de origem italiana e eslovena, de apelido Kopriva, provenientes de Koprivnik (então Nesseltal), região próxima de Kočevje no Kočevski Rog (então Hornwald) da Baixa Carníola (hoje parte da Eslovénia). Os Caprivis foram elevados à nobreza durante o século XVII, aquando das Guerras Otomano–Habsburgo. A família fixou-se mais tarde em Landau, na Silésia. A sua mãe era Emilie Köpke, filha de Gustav Köpke, professor de teologia e reitor do Gymnasium zum Grauen Kloster, um reputado liceu de Berlim, e professor de Otto von Bismarck, o predecessor de Caprivi no cargo de chanceler imperial.
Seguindo o percurso comum da nobreza prussiana, Caprivi alistou-se no Exército Prussiano em 1849, iniciando nesse ano a sua formação militar. Como oficial subalterno serviu em 1864 na Segunda Guerra de Schleswig e, já como major, na Guerra Austro-Prussiana de 1866, então integrado no estado-maior do príncipe Frederico Carlos da Prússia.
Na Guerra Franco-Prussiana de 1870/1871 foi chefe do estado-maior do X Corpo do Exército Imperial, tendo nessa altura, apoiado pelo chefe do estado-maior general Helmuth von Moltke, atingido o posto de tenente-coronel, distinguindo-se na Batalha de Mars-la-Tour, no Cerco de Metz e na Batalha de Beaune-la-Rolande. O seu desempenho na guerra contra os franceses foi reconhecido com a ordem militar do Pour le Mérite.
Após a Guerra Franco-Prussiana foi nomeado Ministro da Guerra do Governo da Prússia. Em 1882, foi nomeado comandante da 30.º Divisão de Infantaria, então aquartelada em Metz.
Graduado em vice-almirante, em 1883, sucedeu a Albrecht von Stosch, um feroz opositor ao chanceler Bismarck, como comandante da Marinha Imperial Alemã. A nomeação foi feita por Bismarck e causou grande insatisfação entre a oficialidade naval. Contudo, Caprivi demonstrou grande talento administrativo e político no exercício daquelas funções, levando a um rápido apaziguamento. A dissensão de Caprivi em relação à política naval do imperador Guilherme II levou à sua demissão em 1888.
Após a sua demissão do comando da Marinha Imperial, assumiu por pouco tempo o comando do seu antigo regimento, o X Corpo do Exército Imperial, então estacionado em Hanover.
Foi chamado a Berlim pelo imperador Guilherme em fevereiro de 1890. Caprivi foi então informado que o Kaiser o pretendia nomear chanceler se Bismarck resistisse às suas propostas de reestruturação do Governo. Quando Bismarck recusou as propostas e se demitiu, a 18 de março daquele ano, Caprivi foi empossado como chanceler imperial.
A administração de Caprivi ficou conhecida na historiografia alemã do tempo como o Neuer Kurs ("Novo Rumo"), tanto na política interna como externo do Império Alemão.
Na frente doméstica, desenvolveu esforços no sentido de obter uma conciliação com as exigências dos Social-Democratas. Na política externa procurou uma linha mais pró-britânica e apaziguadora com as potências ocidentais, exemplificada pela assinatura do Tratado de Helgoland-Zanzibar de julho de 1890, pelo qual os britânicos cederam a ilha de Heligolândia ao Império Alemão em troca do controlo de Zanzibar.
A política de apaziguamento seguida, particularmente em matéria colonial, levou à animosidade dos grupos de pressão pró-colonialista, entre os quais o Alldeutscher Verband, enquanto que as suas políticas favoráveis ao livre comércio atraíram a oposição dos grupos agrários conservadores favoráveis ao proteccionismo.
O acordo anglo-germânico de julho de 1890 também concedeu à Alemanha uma faixa de território de 450 km de comprido por 30 km de largura, que ficaria conhecida como a Faixa de Caprivi, ligando o território do Sudoeste Africano Alemão ao rio Zambeze, que se esperava permitiria a criação de uma via de comércio no coração da África Oriental (intenção que se malogrou quando a exploração do curso do Zambeze demonstrou que não era navegável naquele troço).
Ainda na frente externa, opôs-se à corrente que defendia uma guerra preventiva contra o Império Russo, teoria desenvolvida pelo general Alfred von Waldersee, mas ainda assim conformou-se com a decisão do imperador Guilherme, apoiada pelos altos funcionários dos negócios estrangeiros liderados por Friedrich von Holstein, de não renovar o Tratado de Resseguro, o que levou a Rússia a negociar a Aliança Franco-Russa e a afastar-se da Alemanha.
A rejeição das suas políticas por parte dos Conservadores intensificou-se, acompanhada por constantes ataques do seu antecessor, o poderoso Bismarck, que não resistia em quebrar periodicamente a sua aposentação e intervir na política activa. Caprivi perdeu também o apoio do Partido Nacional Liberal e do Partido Alemão do Progresso numa derrota legislativa em 1892, quando apresentou ao parlamento uma proposta para permitir a constituição de escolas com internato ligadas às confissões religiosas (católicas e luteranas), uma tentativa falhada de apaziguar os partidários católicos do Partido do Centro depois da Kulturkampf.
Sem apoio parlamentar, Caprivi teve de se demitir do cargo de Ministro Presidente da Prússia, sendo substituído no cargo pelo conde Botho zu Eulenburg. Esta demissão levou a uma divisão insustentável de poderes entre o Chanceler Imperial e o Ministro Presidente da Prússia, o que conduziu à demissão de ambos em 1894 e à sua substituição pelo príncipe Chlodwig von Hohenlohe-Schillingsfürst.
Os seus principais sucessos foram as reformas legislativas das forças armadas de 1892 e 1893, que encurtou o serviço militar obrigatório de três para dois anos, e o tratado comercial com a Rússia em 1894, claramente favorável aos interesses industriais alemães e redutor do proteccionismo agrário.
Sem nunca ter casado, Georg Leo von Caprivi faleceu em 1899, em Skyren, Província de Brandemburgo (hoje Skórzyn, no voivodato de Lubusz, Polónia), isolado e ostracizado pela classe política alemã.